# Siamaggiore
Siamaggiore (sardisch: Siamaiore, Siamajori) ist eine italienische Gemeinde in der Provinz Oristano im Westen Sardiniens mit 866 Einwohnern (Stand 31. Dezember 2023). Sie liegt etwa 5,5 Kilometer nordwestlich von Oristano.

## Verkehr
Durch die Gemeinde führt die Strada Statale 131 Carlo Felice von Cagliari nach Porto Torres. Von ihr geht hier die Strada Statale 292 Nord Occidentale Sarda Richtung Oristano und nach Alghero ab.